# Медийак
Медийа́к (фр. Médillac) — коммуна во Франции, находится в регионе Пуату — Шаранта. Департамент — Шаранта. Входит в состав кантона Шале. Округ коммуны — Ангулем.
Код INSEE коммуны — 16215.
Коммуна расположена приблизительно в 440 км к юго-западу от Парижа, в 155 км южнее Пуатье, в 50 км к югу от Ангулема.

## Население
Население коммуны на 2008 год составляло 154 человека.
| 1962 | 1968 | 1975 | 1982 | 1990 | 1999 | 2008 |
| ---- | ---- | ---- | ---- | ---- | ---- | ---- |
| 266  | 234  | 209  | 204  | 177  | 168  | 154  |

## Администрация
| Период | Период | Фамилия     | Партия | Примечания |
| ------ | ------ | ----------- | ------ | ---------- |
| 2001   | 2008   | Жиль Девер  |        |            |
| 2008   | 2014   | Жоэль Буазо |        |            |

## Экономика
В 2007 году среди 88 человек в трудоспособном возрасте (15—64 лет) 61 были экономически активными, 27 — неактивными (показатель активности — 69,3 %, в 1999 году было 68,7 %). Из 61 активных работали 50 человек (28 мужчин и 22 женщины), безработных было 11 (3 мужчины и 8 женщин). Среди 27 неактивных 5 человек были учениками или студентами, 16 — пенсионерами, 6 были неактивными по другим причинам.

## Достопримечательности
- Приходская церковь Сен-Лоран (XII век). Исторический памятник с 1970 года[3]

## Фотогалерея

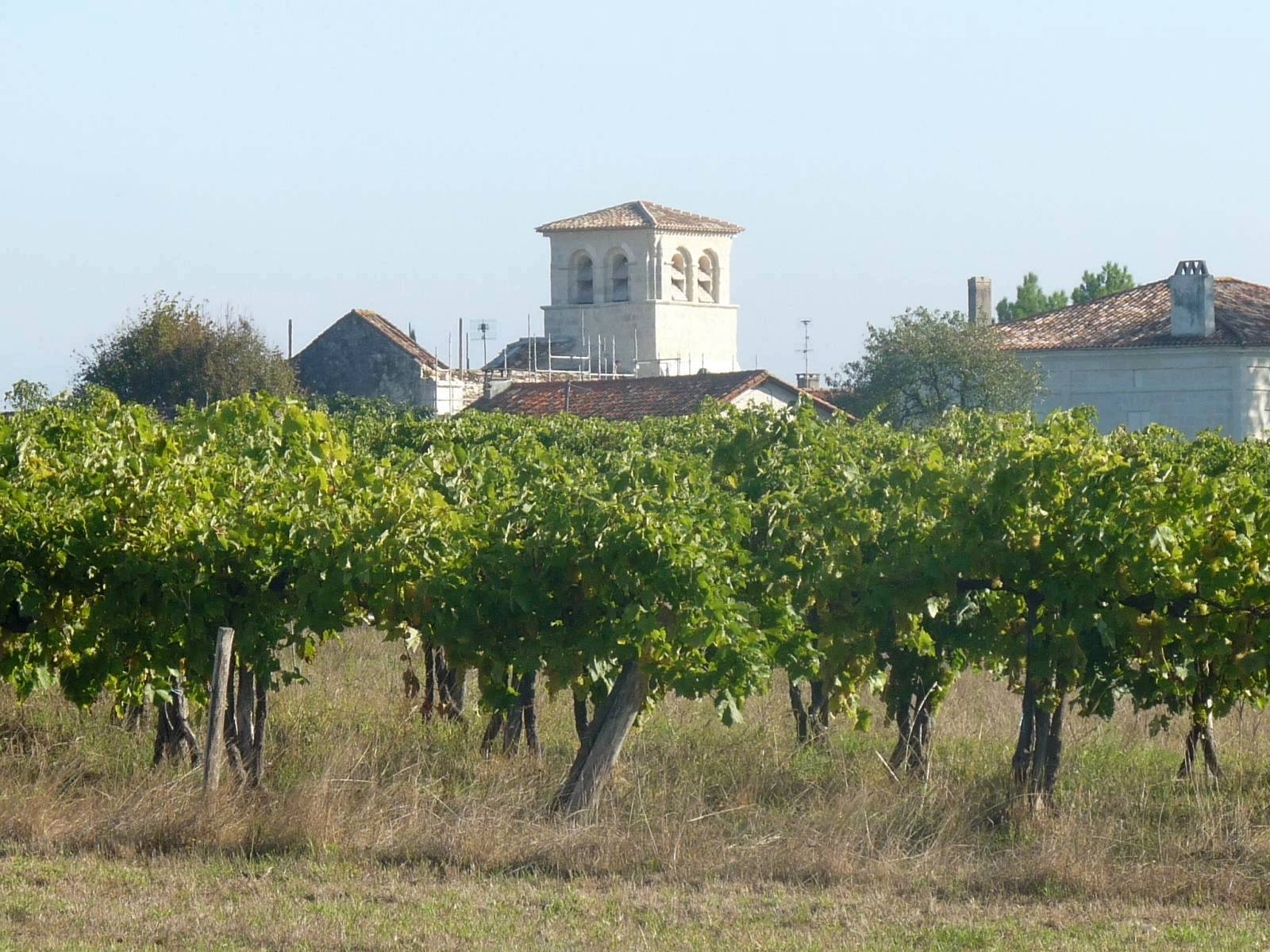
Церковь Сен-Лоран
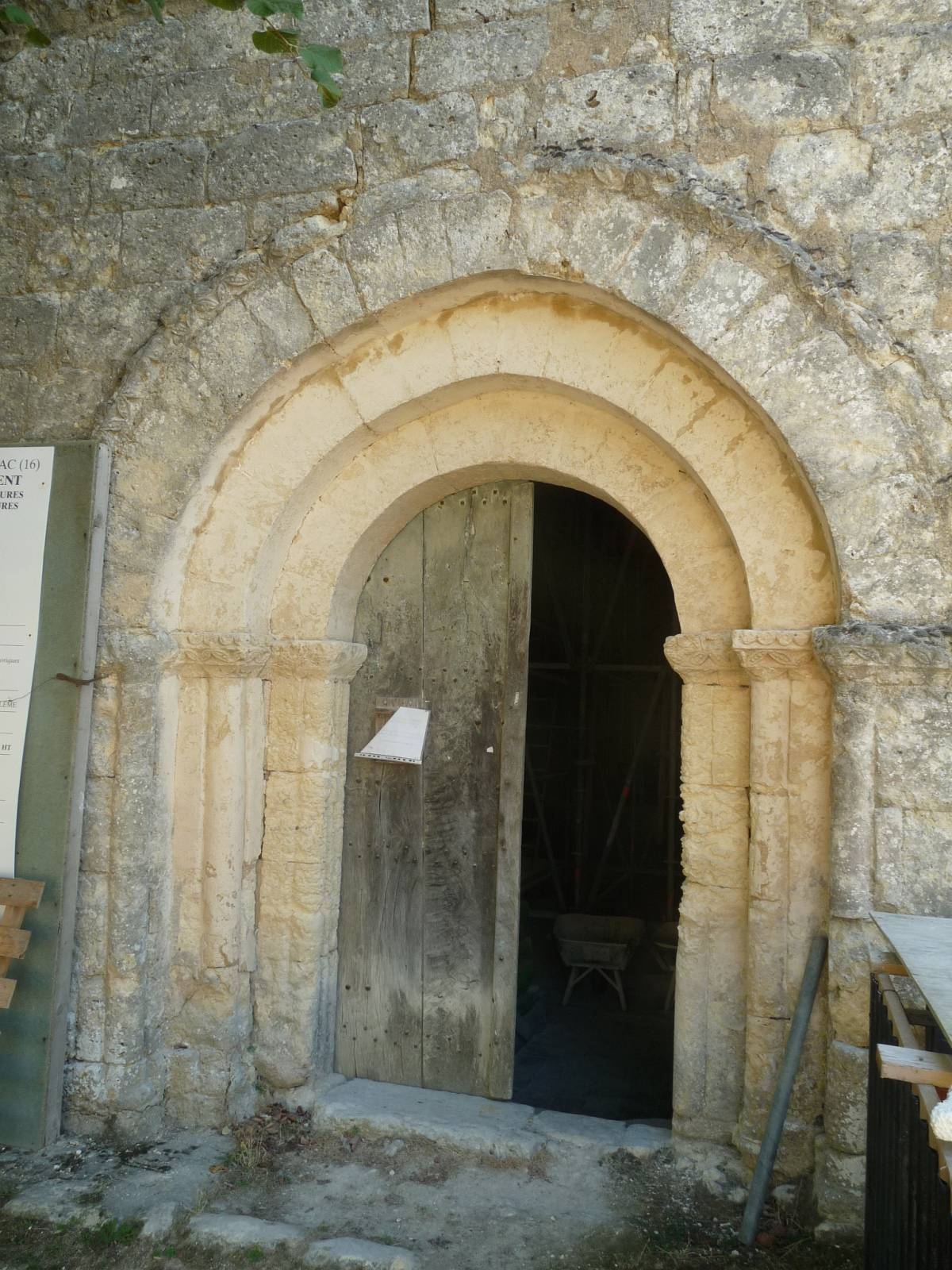
Портал церкви
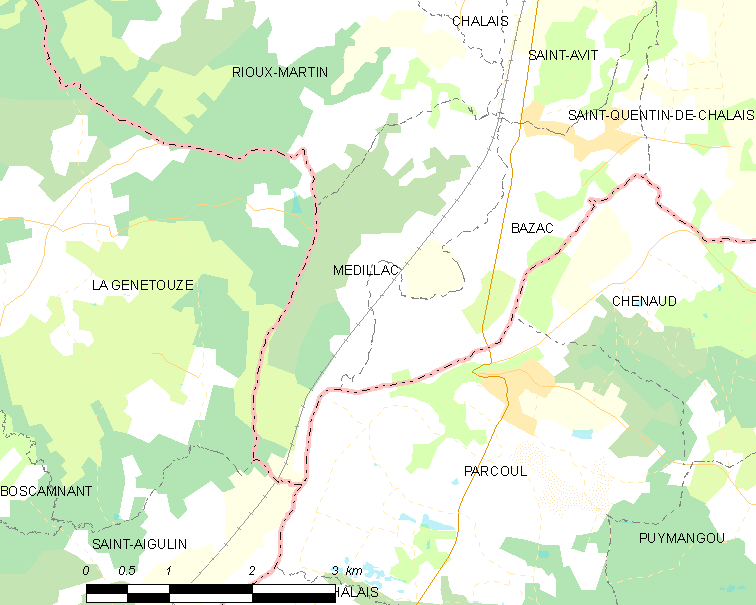
Карта коммуны